# Chlorocoma asemanta
Chlorocoma asemanta är en fjärilsart som beskrevs av Edward Meyrick 1888. Chlorocoma asemanta ingår i släktet Chlorocoma och familjen mätare. Inga underarter finns listade i Catalogue of Life.